# Comté de Comminges
Le comté de Comminges est une ancienne principauté féodale située sur le versant nord des Pyrénées, de part et d'autre du haut cours de la Garonne. Il a existé du début du IXe siècle jusqu'en 1454.

D'argent, à la croix pattée de gueules

Une première mauvaise transcription des armoiries a modifié le blason au XVIIe siècle : De gueules aux quatre otelles d'argent appointées et posées en sautoir, puis même en otelles adossées en sautoir

## Histoire
Le comté de Comminges aurait été constitué dans la première moitié du Xe siècle. Pendant longtemps, il fut considéré que les premiers comtes de Comminges (voir la liste) étaient issus des comtes d'Aragon. Les dernières études font ressortir qu'ils seraient probablement issus de la lignée des ducs de Vasconie (Aznar 1er Sanche de Gascogne père de Garcia de Comminges).
Les comtes de Comminges eurent notamment Bernard comme prénom dynastique, dont :
- Bernard III de Comminges, comte d'avant 1153 jusqu'en 1176 ;
- Bernard IV de Comminges (1176-1225) ;
- Bernard VI (1241-1295) fut à l'origine de nombreuses bastides comtales sur ses terres comme Lestelle-de-Saint-Martory (1243), Mondilhan (1264), Boussens (1269), Montesquieu-Avantès (1272), Lacave (1273), Nénigan (1282)...
- Bernard VIII de Comminges, également vicomte de Turenne, est le dernier du nom et meurt en 1336.

En 1375, Marguerite de Comminges (1363 † 1443), héritière du comté, épousa Jean III d'Armagnac († 1391) en premières noces puis, en troisièmes noces, Mathieu de Foix. À sa mort, Marguerite de Comminges lègue ses domaines au roi de France. Mathieu de Foix en garde cependant la jouissance jusqu'à sa mort († 1453).
Le Comminges est incorporé au domaine royal en 1454. Le Comminges est ensuite aliéné en faveur de Jean, bâtard d'Armagnac († 1473), puis d'Odet d'Aydie, seigneur de Lescun († 1498). Il est à nouveau réuni au domaine royal en 1498, ce de manière définitive.

## Évolution historique du comté de Comminges

Le comté de Comminges dans le royaume de France en 1030
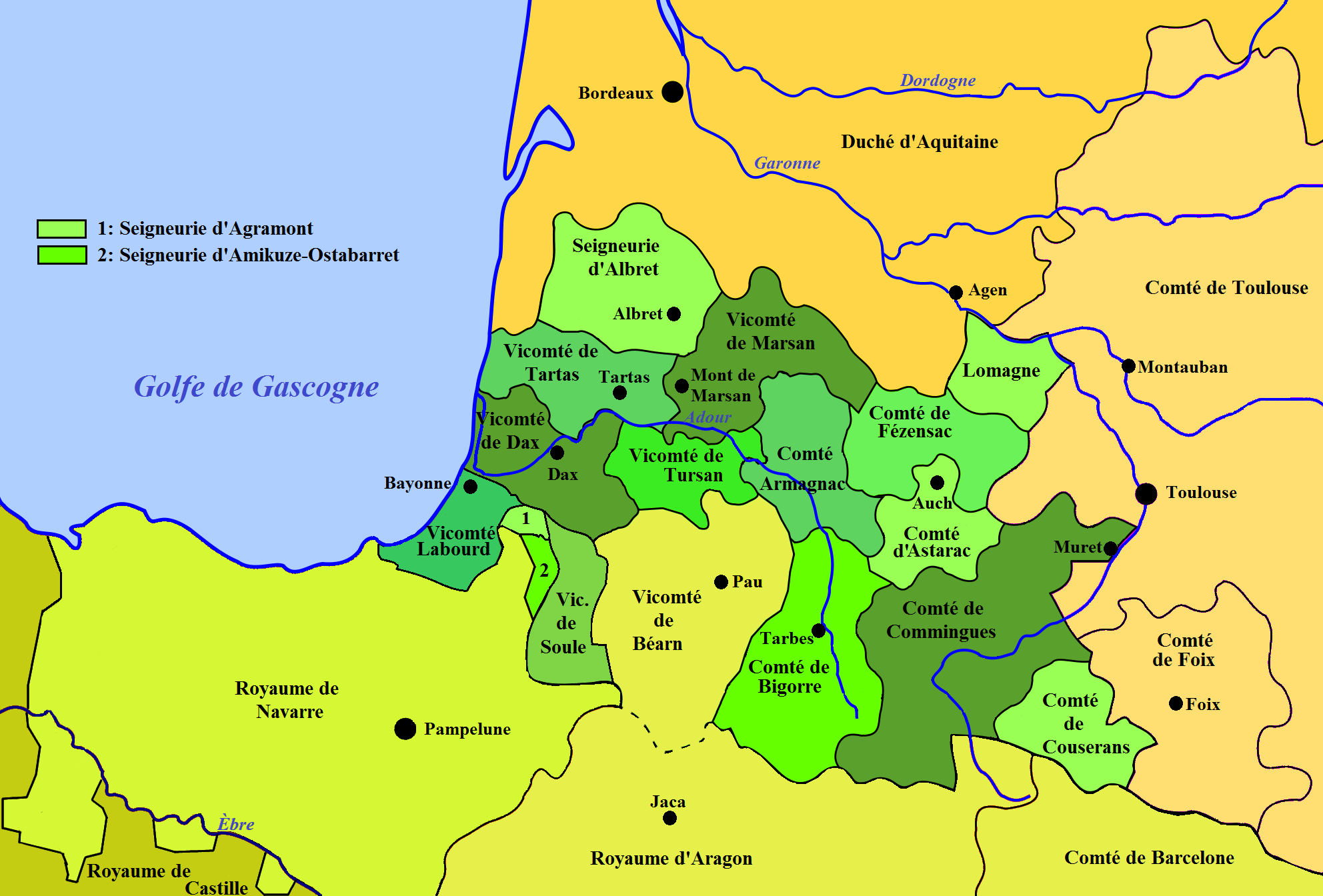
Carte des fiefs de Gascogne vers 1150
Le comté de Comminges en 1180
Le comté de Comminges en 1477, après son intégration au domaine royal